# (37923) 1998 FD113
1998 FD113 (asteroide 37923) é um asteroide da cintura principal. Possui uma excentricidade de 0.11758050 e uma inclinação de 22.08544º.
Este asteroide foi descoberto no dia 31 de março de 1998 por LINEAR em Socorro.